# Montferri (kommun)
Montferri är en kommun i Spanien.   Den ligger i provinsen Província de Tarragona och regionen Katalonien, i den östra delen av landet, 400 km öster om huvudstaden Madrid. Antalet invånare är 396. Arean är 19,4 kvadratkilometer. Montferri gränsar till Vila-rodona, Rodonyà, Masllorenç, Bonastre, Salomó, Vilabella och Bràfim. 
Terrängen i Montferri är platt.